# Via Dolorosa

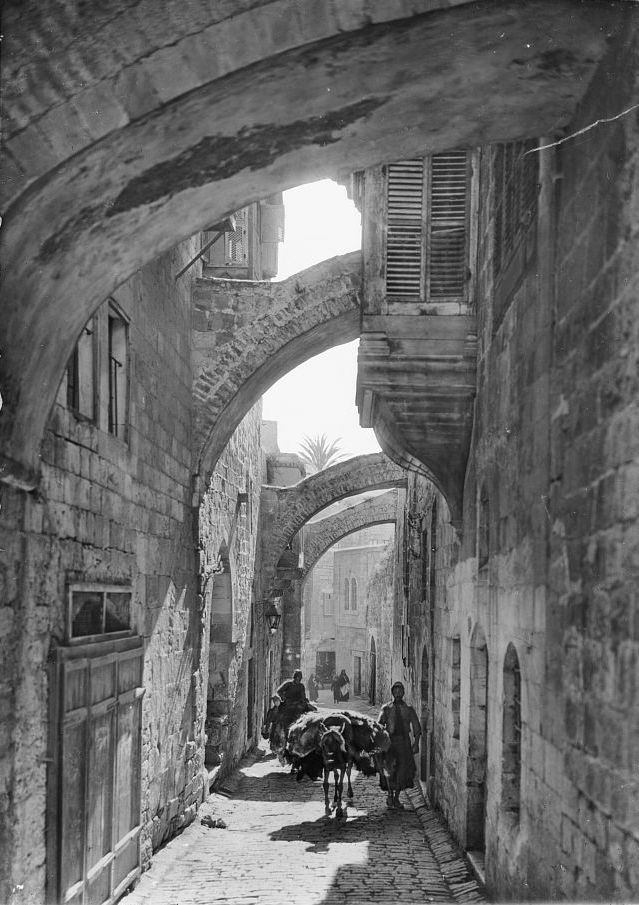
Via Dolorosa, no final do século XIX

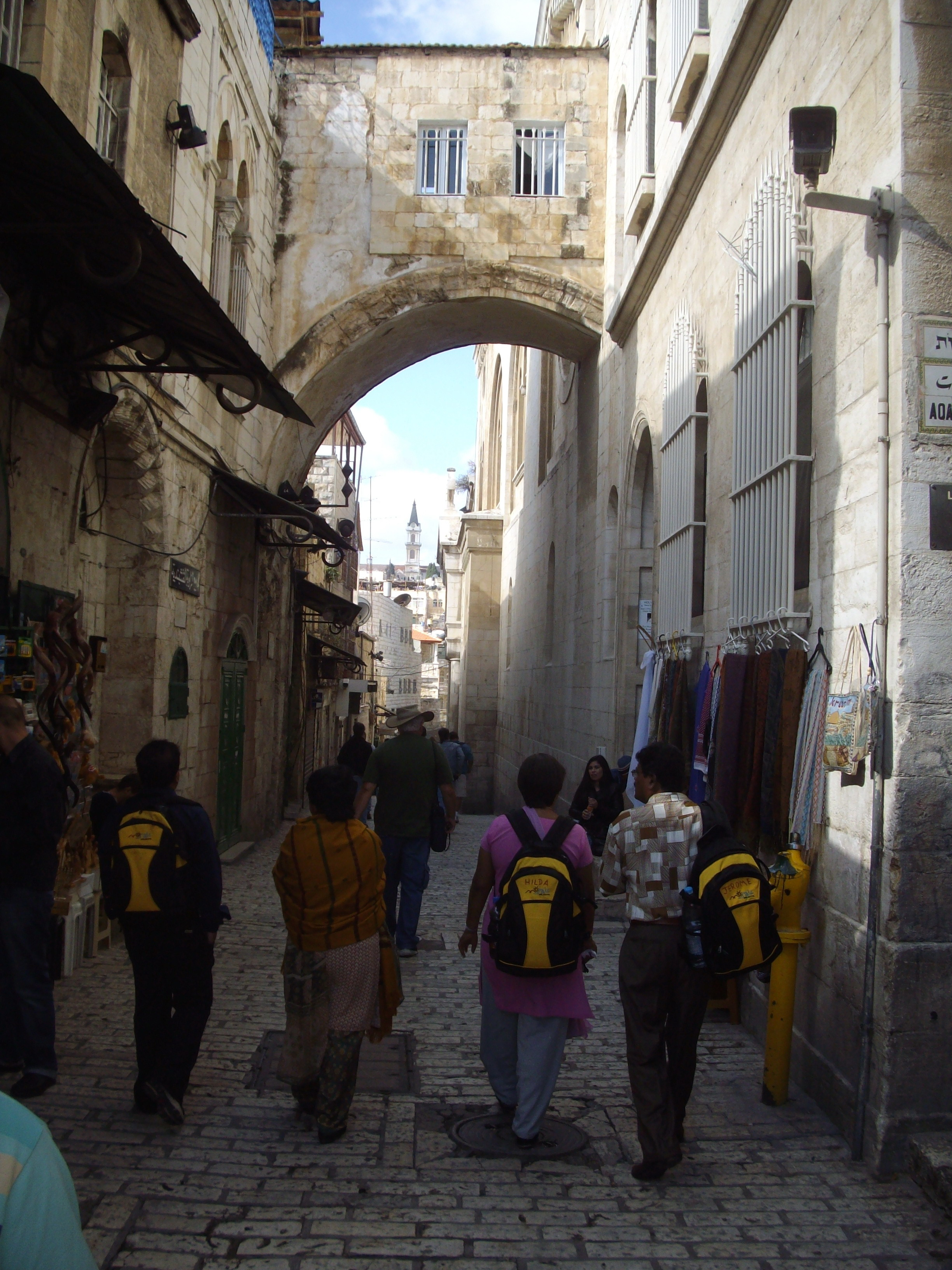
Arco do Ecce Homo

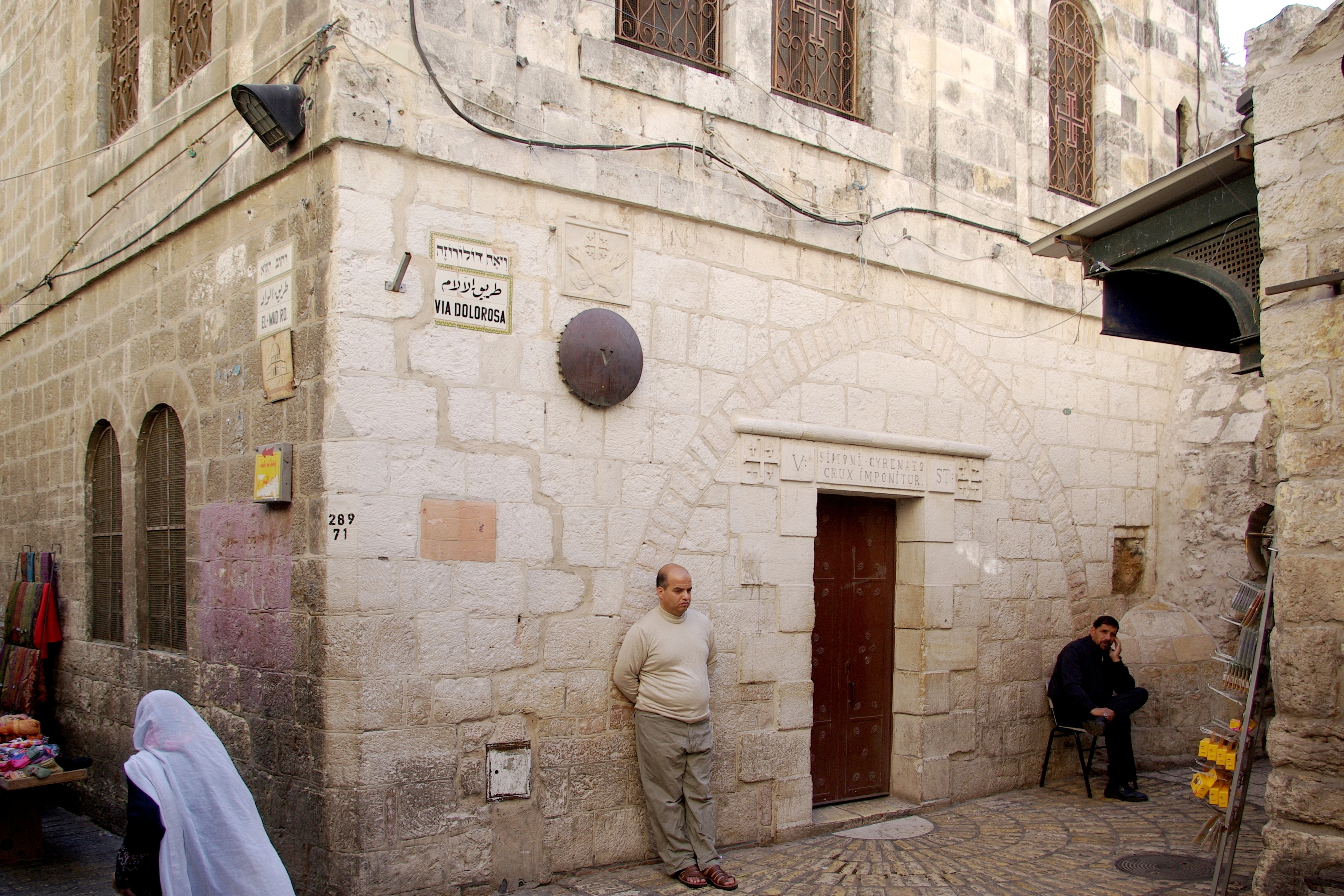
Quinta estação

Via Dolorosa é uma rua na cidade velha de Jerusalém, que começa na Portão do Leão e percorre a parte ocidental da cidade de Jerusalém, terminando na Igreja do Santo Sepulcro.
De acordo com a tradição cristã, foi por este caminho que Jesus Cristo carregou a cruz. A rua possui nove das quatorze estações da cruz. As 5 últimas estações estão no interior da Igreja do Santo Sepulcro.

## Percurso tradicional
O percurso tradicional começa perto da Porta de Santo Estevão (Porta do Leão), na Escola Primária Umariya, onde se situava a fortaleza Antónia, e segue para poente (Oeste) em direcção da Igreja do Santo Sepulcro. Este percurso teve a sua origem numa procissão organizada pelos franciscanos no século XIV.

## Outros percursos
A procissão de Quinta-Feira Santa bizantina começa no alto do Monte das Oliveiras, pára no Jardim de Getsêmani, entra na cidade antiga pela Porta do Leão e segue o trajecto tradicional em direcção ao Santo Sepulcro.
No século VIII existiam mais estações, principalmente ao longo da parte sul da cidade antiga, na casa de Caifás, no Monte Sião, no pretório e, só depois, no Santo Sepulcro.

## As estações da cruz
Primeira estação
A primeira estação encontra-se junto ao Mosteiro da Flagelação, local onde teria ocorrido a flagelação de Jesus.
Segunda estação
A segunda estação encontra-se próxima dos restos de uma construção romana, conhecida hoje em dia por Arco do Ecce Homo, em memória das palavras (Ecce Homo) de Pôncio Pilatos quando mostra Jesus Cristo à multidão.
Terceira estação
A terceira estação relata a primeira queda de Jesus Cristo. Hoje em dia, o local tradicional está marcado por uma pequena capela pertencente ao Patriarcado Arménio de Jerusalém.
Quarta estação
A quarta estação relata o encontro entre Jesus e Sua mãe. Hoje em dia, no local existe um pequeno oratório.
Quinta estação
Sobre a arquitrave de uma porta existe um inscrição que exibe o encontro entre Jesus Cristo e Simão Cireneu, a quem os romanos ordenam que carregue a cruz de Cristo até o Gólgota.
Sexta estação
A sexta estação, encontro entre Jesus e Verónica, quando limpa a sua face com um tecido que fica com as suas feições, é hoje em dia assinalado por uma igreja pertencente ao rito greco-católico.
Sétima estação
A sétima estação assinala a segunda queda de Jesus. Hoje em dia este local está assinalado por uma coluna na esquina da Via Dolorosa com a Rua do Mercado.
Oitava estação
A oitava estação relata o encontro de Jesus com as mulheres de Jerusalém. Hoje em dia o local é assinalado por uma cruz enegrecida pelo tempo, esculpida na parede de um mosteiro ortodoxo.
Nona estação
A nona estação relata a terceira queda de Jesus. Hoje em dia o local está assinalado por uma coluna da era romana, à entrada de um mosteiro copta.
Décima estação
A décima estação relata o lançamento de sortes sobre as vestes de Jesus.
Décima-primeira estação
Décima-segunda estação
Décima-terceira estação
Décima-quarta estação
Jesus é sepultado no Santo Sepulcro